# Joelia Stoepak
Joelia Sergejevna Stoepak (Russisch: Юлия Сергеевна Ступак) geboren als Joelia Sergejevna Beloroekova' (Russisch: Белорукова) (Sosnogorsk, 21 januari 1995) is een Russische langlaufster. Ze nam onder olympische vlag deel aan de Olympische Winterspelen 2018 in Pyeongchang.

## Carrière
Beloroekova maakte haar wereldbekerdebuut op 1 maart 2014 in Lahti, vier dagen later scoorde de Russin in Drammen haar eerste wereldbekerpunten. In november 2016 behaalde ze in Kuusamo haar eerste toptienklassering in een wereldbekerwedstrijd. Op de wereldkampioenschappen langlaufen 2017 in Lahti eindigde Beloroekova als tiende op de sprint. Samen met Natalja Matvejeva veroverde ze de zilveren medaille op de teamsprint, op de estafette eindigde ze samen met Polina Kalsina, Joelia Tsjekaleva en Anastasia Sedova op de vijfde plaats. In november 2017 stond de Russin in Kuusamo voor de eerste maal in haar carrière op het podium van een wereldbekerwedstrijd. Tijdens de Olympische Winterspelen van 2018 in behaalde ze de bronzen medaille op de sprint, op de 15 kilometer skiatlon eindigde ze op de achttiende plaats. Samen met Natalja Neprjajeva, Anastasia Sedova en Anna Netsjajevskaja sleepte ze de bronzen medaille wacht op de estafette, op de teamsprint eindigde ze samen met Natalja Neprjajeva op de negende plaats.
Op 24 november 2018 boekte Beloroekova in Kuusamo haar eerste wereldbekerzege. In Seefeld nam de Russin deel aan de wereldkampioenschappen langlaufen 2019. Op dit toernooi eindigde ze als twaalfde op de 10 kilometer klassieke stijl en als negentiende op de sprint. Samen met Anastasia Sedova, Anna Netsjajevskaja en Natalja Neprjajeva legde ze beslag op de bronzen medaille op de estafette, op de teamsprint eindigde ze samen met Natalja Neprjajeva op de vierde plaats. Op de wereldkampioenschappen langlaufen 2021 in Oberstdorf eindigde ze als elfde op de 15 kilometer skiatlon, als dertiende op de sprint en als 29e op de 10 kilometer vrije stijl. Samen met Jana Kirpitsjenko, Tatjana Sorina en Natalja Neprjajeva veroverde ze de zilveren medaille op de estafette, op de teamsprint eindigde ze samen met Natalja Neprjajeva op de vierde plaats.

## Resultaten

### Olympische Spelen
| Jaar | Plaats      | Resultaten                                                                                     |
| ---- | ----------- | ---------------------------------------------------------------------------------------------- |
| 2018 | Pyeongchang | Sprint (klassieke stijl) · 18e 15 km skiatlon · 9e Teamsprint (vrije stijl) · 4×5 km estafette |

### Wereldkampioenschappen
| Jaar | Plaats     | Resultaten |
| ---- | ---------- | --- |
| 2017 | Lahti      | 10e Sprint (vrije stijl) · Teamsprint (klassieke stijl) · 5e 4×5 km estafette                                              |
| 2019 | Seefeld    | 19e Sprint (vrije stijl) · 12e 10 km klassieke stijl · 4e Teamsprint (klassieke stijl) · 4×5 km estafette                  |
| 2021 | Oberstdorf | 13e Sprint (klassieke stijl) · 29e 10 km vrije stijl · 11e 15 km skiatlon · 4e Teamsprint (vrije stijl) · 4×5 km estafette |

### Wereldbeker
Eindklasseringen
| Seizoen   | Algm   | DI    | SP  | TdS    |
| --------- | ------ | ----- | --- | ------ |
| 2013/2014 | 108e   | –     | 71e | –      |
| 2015/2016 | 39e    | 34e   | 45e | –      |
| 2016/2017 | 32e    | 52e   | 18e | –      |
| 2017/2018 | 29e    | 39e   | 19e | –      |
| 2018/2019 | 8e     | 8e    | 12e | 5e     |
| 2020/2021 | Zilver | Brons | 16e | Zilver |

Wereldbekerzeges
| Nr. | Datum            | Plaats  | Onderdeel                                 |
| --- | ---------------- | ------- | ----------------------------------------- |
| 1.  | 24 november 2018 | Kuusamo | Sprint (klassieke stijl)                  |
| 2.  | 6 januari 2021   | Toblach | 10 km klassieke stijl (handicapstart) TdS |
| 3.  | 13 maart 2021    | Engadin | 10 km klassieke stijl (massastart)        |